# Dorema
Dorema (Ferula ammoniacum) är en växtart i släktet Ferula och familjen flockblommiga växter. Den beskrevs först av David Don som Dorema ammoniacum.
Arten är en flerårig ört som förekommer i Iran, Turkmenistan, Afghanistan och Pakistan.
Ammoniakgummi eller gummi ammoniacum är ett harts, som utvinns från roten av växten. Det bildar gulaktiga eller rödaktiga korn eller flak med en doft som något liknar lukten av purjolök. Traditionell användning är som ingrediens i farmakologiskt plåster.